# Circonscription de Mazovie
La circonscription de Mazovie (officiellement Circonscription N°5) est circonscription électorale polonaise utilisée tous les cinq ans depuis juin 2004 pour une élection au suffrage universel direct, dans le cadre des élections européennes. 
Les circonscriptions ont été instaurées par la Loi du 23 janvier 2004 sur les élections au Parlement européen calquées globalement sur les voïvodies avec des regroupements pour certaines. Chaque circonscription n’a pas officiellement de nom mais un numéro.

Cette circonscription regroupe tous les disctricts de la voïvodie de Mazovie hormis Legionowo, Nowy Dwór Mazowiecki, Otwock, Piaseczno, Pruszków, Varsovie-ouest, Wołomin ainsi que les villes de Płock, Radom, Ostrołęka et Siedlce. Les autres districts sont regroupés au sein de la circonscription de Varsovie.